# Noricum

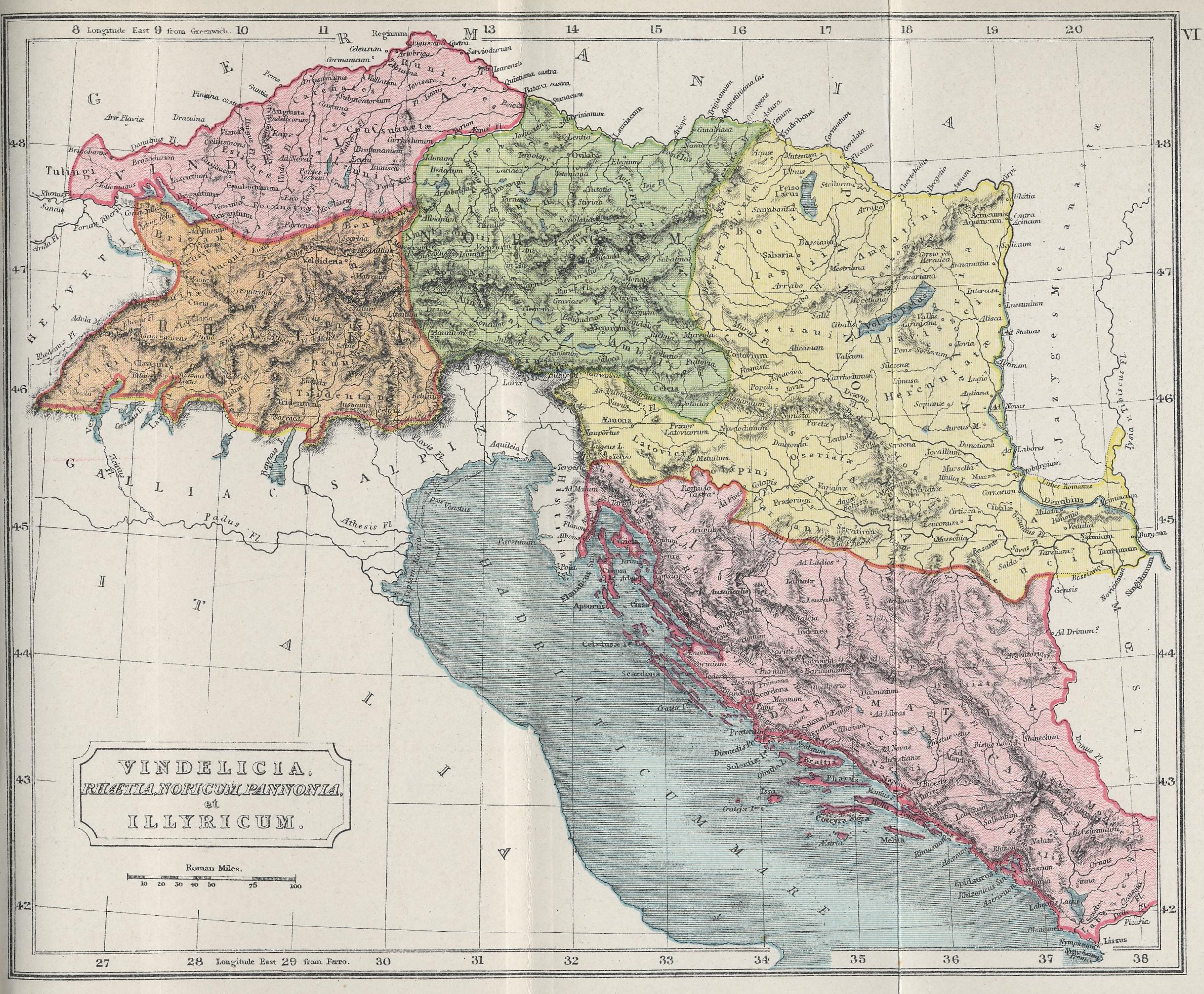
Karta över Noricum (grön färg) i antiken.

Noricum är en historisk region i nuvarande Österrike och Slovenien, söder om floden Donau och öster om Inn (Salzburg, Kärnten (österrikiska och slovenska delarna) och Steiermark (österrikiska och slovenska delarna)).
Regionen som var befolkad av illyriska noriker hade en omfattande bergshantering. Under 300-talet f.Kr. invandrade kelter i regionen och assimilerades. De betydande guldgruvorna och handelsvägen genom Alperna väckte romarnas intresse. Vänskapliga relationer upprättades under 100-talet f.Kr., bland annat slöts ett handelsavtal med en keltisk stad vid dagens Magdalensberg (Kärnten), vilket tillät romerska handlare att slå sig ned där, medan keltiska handlare fick bosätta sig i Italien, främst Aquileia. Staden utvecklades till det viktigaste regionala handelscentrumet. På 110-talet f.Kr. sammanslöt sig tolv keltiska stammar till kungariket Noricum och ingick en allians med Romerska riket. Var huvudstaden Noreia låg är omtvistat. 49 f.Kr. skickade den noriska kungen (troligen Voccio) trupper till Julius Caesar som hjälp i det pågående inbördeskriget. 
År 15 f.Kr. underkastade sig kungariket utan strid och ockuperades av romerska trupper. Till att börja med förblev Noricum ett lydrike (protektorat) men införlivades slutligen som provins med Romerska riket 45 e.Kr. Huvudort var Virunum (nära Klagenfurt). 190 e.Kr. förflyttades basen för den romerska legionen II Italica till Lauriacum (Lorch). Under kejsar Diocletianus delades provinsen i Noricum ripense och Noricum mediterraneum. Mot slutet av 300-talet utsattes provinsen för upprepade invasioner och dess norra del uppgavs slutligen cirka 472.